# テレビ静岡ニュースホットライン
『テレビ静岡ニュースホットライン』（テレビしずおかニュースホットライン）は、1974年4月1日から1978年9月29日までテレビ静岡で放送された県内初夕方のローカルワイドニュース番組である。

## 放送時間
- 月曜日 - 金曜日 16:45 - 17:00（1974年4月1日 - 1978年9月29日）